# Eine Dubarry von heute
Eine Dubarry von heute è un film muto del 1927 diretto da Alexander Korda.

## Produzione
Le riprese del film, prodotto dalla Fellner & Somio-Film GmbH (come Felsom-Film) e girato tra Spagna e riviera francese, durarono dall'aprile all'agosto 1926.

## Distribuzione
Distribuito dalla Universum Film (UFA), uscì nelle sale cinematografiche tedesche il 24 gennaio 1927, presentato all'Ufa-Palast am Zoo di Berlino. In Francia, uscì il 15 luglio dello stesso anno con il titolo Le Mannequin du Roi o con quello, alternativo, di Une Dubarry moderne. La Woolf & Freedman Film Service lo distribuì nel Regno Unito il 6 settembre, mentre l'anno seguente, il 18 marzo 1928, il film fu presentato a New York distribuito dalla Ufa Film Company.